# 朱雀桥
朱雀桥，是六朝时期建康城秦淮河上的浮桥，与朱雀门相对。又名南津桥、南津大航桥、朱雀航、南航、大航。陈亡后渐废，今已无存，遗址一说位于镇淮桥，一说位于长乐渡。

## 历史
孙吴时，称南津桥、南津大航桥。永兴二年（305年）十二月，陈敏兵变，顾荣将朱雀桥切断，大败陈敏。太宁二年（324年）七月，叛将王敦进军建康，温峤烧桥阻挡叛军，朱雀桥遭彻底破坏。此后，在原址上新建一座浮桥。
咸康二年（336年），孔坦提议将浮桥改为木桥，但未被采纳。十月，王逊以杜预“河桥法”重建大航桥，易名朱雀桥。太元十三年（388年）十二月、太元十七年（392年）六月，被水冲毁。遇突发事件，常被烧毁。最后一次修建于天嘉六年（565年）。

## 功能
朱雀桥既是连接秦淮河两岸的交通要道，也是军事要地。此外，王敦、桓玄、卢循、王琳在此被枭首示众，首级挂于华表之上。